# Roullingen
Ne doit pas être confondu avec Rollingen.
Roullingen (luxembourgeois : Rulljen) est une section de la commune luxembourgeoise de Wiltz située dans le canton de Wiltz.